# Château de Buranlure
 (janvier 2020).
Le château de Buranlure est une ancienne place forte du Berry, témoin de la fin du Moyen Âge et de la transition vers la Renaissance.

## Localisation
Le château est situé sur le territoire de la commune de Boulleret dans le département du Cher, en région Centre-Val de Loire.

## Description
Devant le château se trouve une basse-cour en demi-cercle qui conserve un colombier, des écuries et des granges. Les bâtiments sont percés de lucarnes en pierre sculptées, de style Renaissance. Au XVIIIe siècle, un pont de pierre à une arche a remplacé l'ancien pont-levis et permet l'accès au château. L'entrée dans la cour intérieure se fait en passant sous une tour carrée. Cette cour est entourée de bâtiments construits en utilisant les restes du château féodal primitif dont il reste des vestiges. Face à l'entrée, le fond de la cour est occupé par un bâtiment du XVe siècle dont la façade est coupée en deux par une tourelle d'escalier. Il est percé de fenêtres ornées de colonnettes ou de moulures prismatiques. Les ailes qui bordent la cour, au nord et au sud, sont postérieures.
Aux XVIe et XVIIe siècles, les murailles extérieures furent percées de grandes fenêtres.
Au premier étage de l'aile sud se trouve la chapelle ainsi qu'une pièce dont le manteau de la cheminée est sculpté d'une frise Renaissance représentant un combat de cavaliers mythologique.

## Historique
La seigneurie de Buranlure, qui dépendait du comté de Sancerre, joua un rôle défensif dans la région entre les XIVe et XVIe siècles, en particulier sous la famille de Bar : situé sur l'ancien lit de la Loire, à la frontière entre le Royaume du Roi de France (à Bourges) et la Bourgogne, Buranlure servit de base aux troupes du roi de France pendant la guerre de Cent Ans, notamment à partir de 1420 lorsque les Anglo-Bourguignons occupèrent la ville de Cosne.
Lors des guerres de Religion, le seigneur de Buranlure, Antoine de Bar, leva une troupe pour soutenir le maréchal Claude de La Châtre de La Maisonfort dans le siège de Sancerre en 1573, fief protestant.
Peu à peu délaissé par la famille de Bar, il fut acheté en 1769 par la famille Perrinet-Langeron, plus intéressée par les pâturages que par les vieilles pierres. Ils transformèrent donc le petit château en corps de ferme, situation qui perdura jusqu'au début du XXe siècle, mais évita à Buranlure des transformations architecturales.
Cependant, dans un piteux état à la fin de la Seconde Guerre mondiale, d'importants travaux de restauration furent lancés dès 1944 par leur descendant, Arnaud de Vogüé, très vigilant à lui rendre son aspect originel. Aujourd'hui, Buranlure appartient toujours à la même famille.
Le château a été classé monument historique par arrêté du 25 mai 1944.

## Galerie

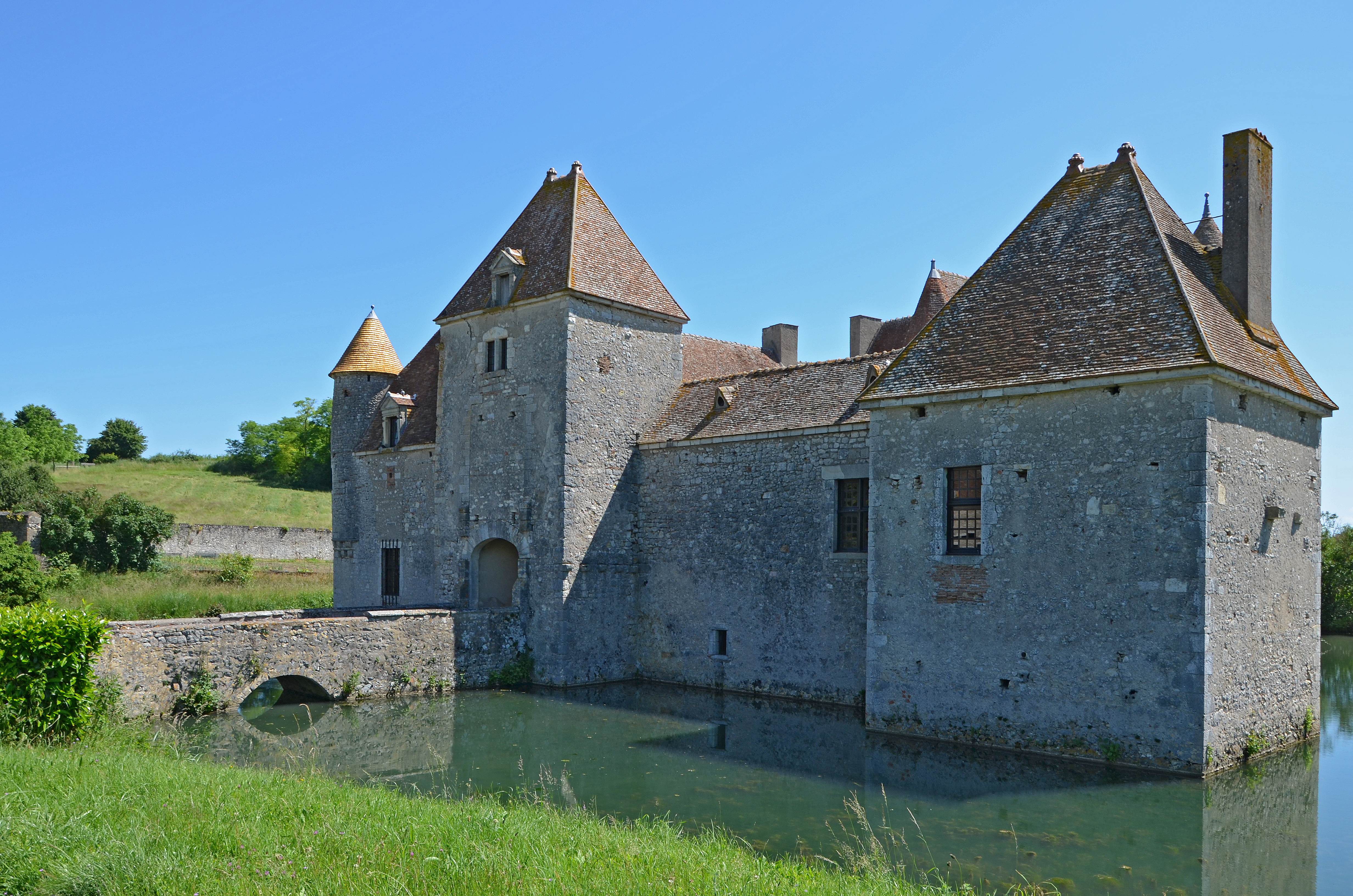
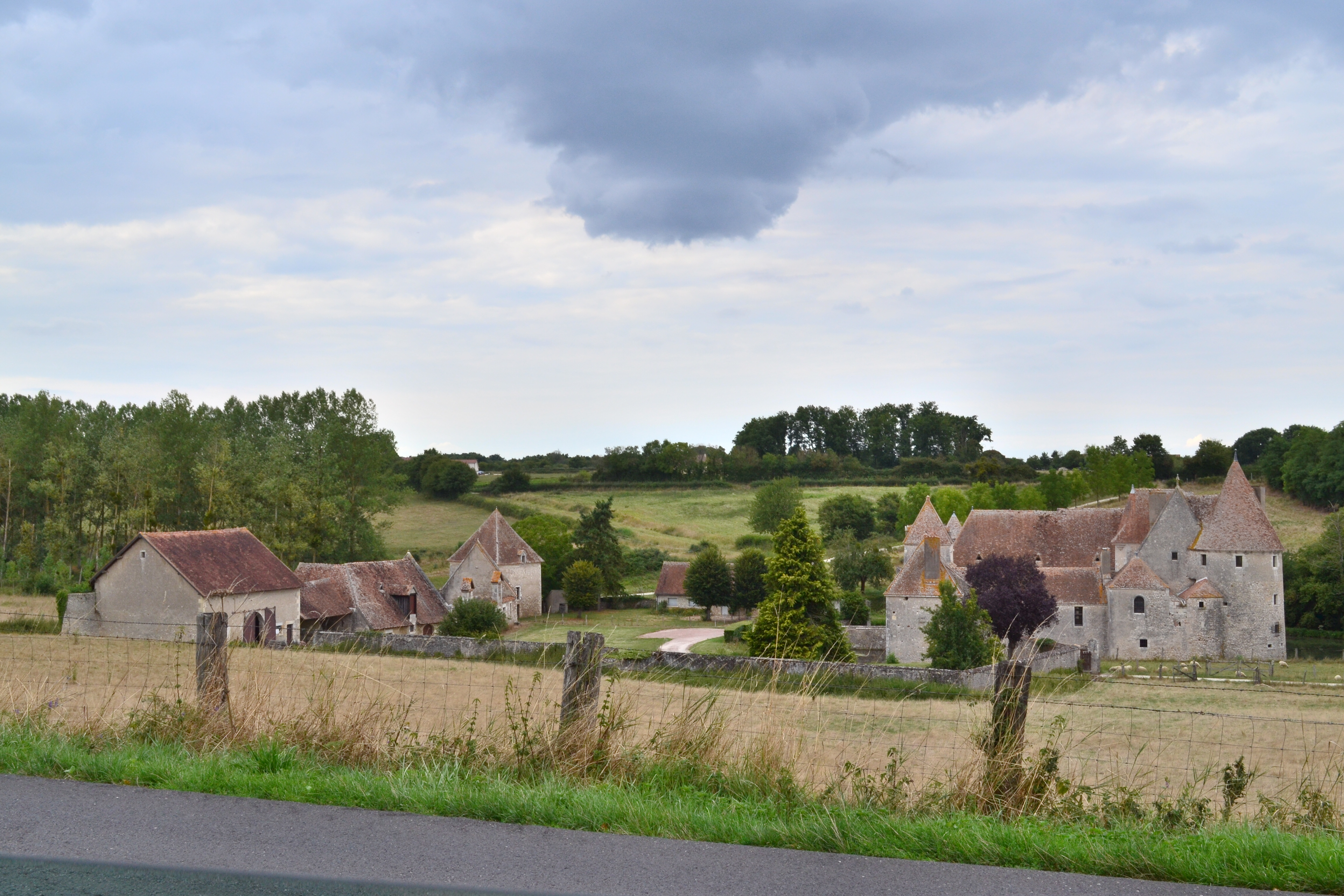
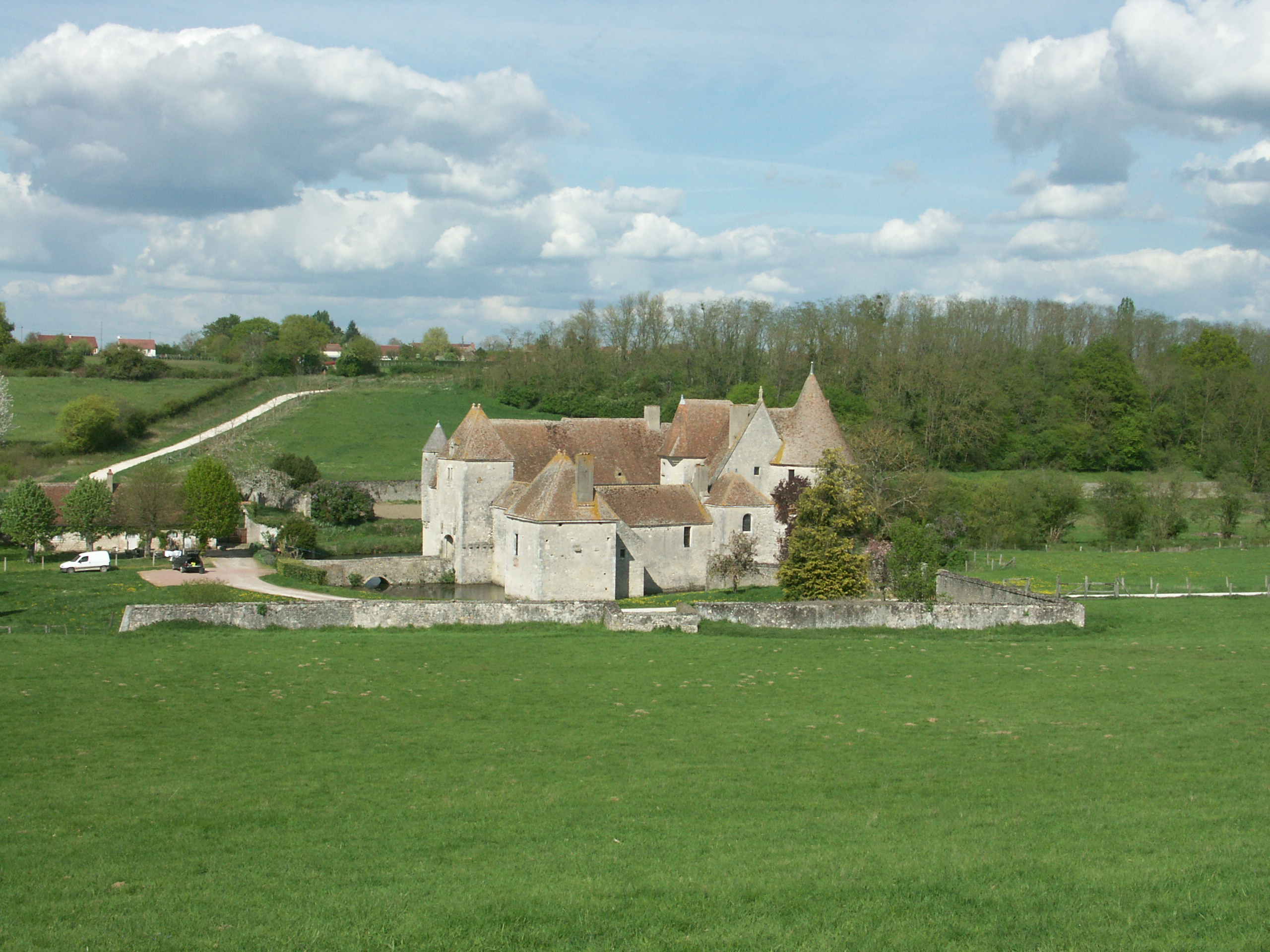

## Événements
Le château est ouvert en juillet et août et lors des Journées européennes du patrimoine.
Buranlure a servi de décor pour plusieurs films ou téléfilms :
- Le Grand Inquisiteur par Raoul Sangla, avec Michel Robin, pour Antenne 2 (1979)[2],
- Parking par Jacques Demy, avec Francis Huster, Laurent Malet (1985)[2],
- Dandin par Roger Planchon, avec Claude Brasseur (1988)[2],
- D'Artagnan et les Trois Mousquetaires de Pierre Aknine, avec Vincent Elbaz, pour TF1 (2005)[3],
- Henri 4 par Jo Baier, avec Julien Boisselier (2010)[3],
- La Commanderie par Didier Le Pêcheur, série télévisée pour France 3 (2010)[réf. souhaitée].